# Roland Herrmann (Diplomat)
Roland Herrmann (* 1. November 1948 in Gaggenau, Baden-Württemberg) ist ein deutscher Diplomat und seit 2012 Generalkonsul in Kapstadt.

## Leben
Nach dem Abitur absolvierte Herrmann von 1966 bis 1973 ein Studium der Mathematik und Physik an der Albert-Ludwigs-Universität Freiburg und war danach bis 1979 als Beamter des Landes Baden-Württemberg.
1979 trat er in den Auswärtigen Dienst ein und fand nach Abschluss der Laufbahnprüfung für den höheren Dienst zuerst von 1981 bis 1984 Verwendung am Generalkonsulat in Mumbai und danach bis 1988 in der Zentrale des Auswärtigen Amtes in Bonn. Nach einer darauf folgenden Tätigkeit als Mitarbeiter an der Botschaft in Großbritannien sowie von 1991 und 1994 an der Botschaft in Israel, war er zwischen 1994 und 1997 stellvertretender Leiter des Referats für Südostasien im Auswärtigen Amt in Bonn.
Nachdem Herrmann von 1997 bis 2000 Generalkonsul in Dschidda war, wurde er Ständiger Vertreter des Botschafters in Singapur. 2004 erhielt er als Nachfolger von Wolfgang Lerke Botschafter in Bahrain. Dieses Amt bekleidete er bis zu seiner Ablösung durch Hubert Lang, der zuvor Generalkonsul in Dschidda war. Er selbst wurde stattdessen 2007 Generalkonsul in Chennai als Nachfolger von Johann Heinz Kopp, der in den Ruhestand getreten war.
Zwischen 2009 und 2012 war Roland Herrmann Generalkonsul in Houston. Seit 2012 ist er Generalkonsul in Kapstadt.